# Mimmo Carratelli
Domenico Carratelli (3 aprile 1934) è un giornalista italiano.
Figlio di un giornalista, scopritore di giornalisti poi affermatisi come Ivan Zazzaroni, ha collaborato con Roma, La Gazzetta dello Sport, Corriere dello Sport-Stadio, Il Mattino, di cui è stato responsabile della sezione sportiva, nonché del Guerin Sportivo, di cui è stato vicedirettore.

## Opere
Tra gli oltre dieci libri da lui scritti, si possono citare
- Marek Hamsik. Il principe azzurro, Ultra[2]
- Un cuore colorato, Pironti[3]
- E nel settimo giorno Dio creò gli allenatori, Limina[4]
- La grande storia del Napoli, Gianni Marchesini Editore[5]
- Il tango del petisso. Pesaola, Napoli e il Napoli, Vele Bianche Editori.